# Eisenbahnerwehr

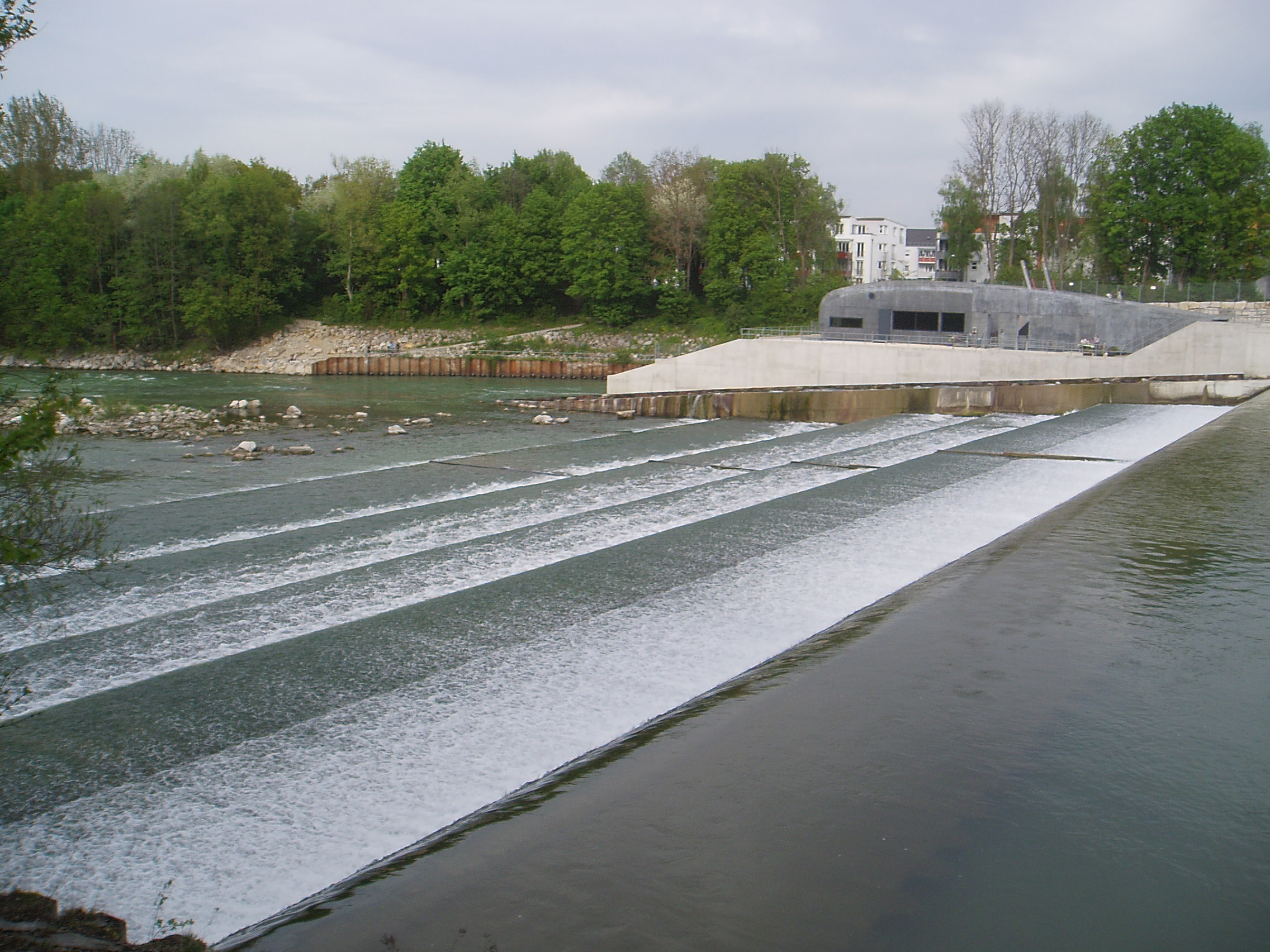
Eisenbahnerwehr mit Fischtreppenrampe und Turbinenhaus

Das Eisenbahnerwehr ist ein Überfallwehr am Lech in Augsburg-Hochzoll und  Spickel-Herrenbach unterhalb der Afrabrücke an Flusskilometer 45,6.
Das Wehr mit einer Breite von 108 m bildet eine etwa 6 m hohe, abgetreppte Gefällestufe und liegt auf 467,8 m ü. NHN. Das Wehr wurde um 1840 zum Schutz der 400 m oberhalb gelegenen Lechbrücke der Bayerischen Maximiliansbahn errichtet.
Von 2004 bis 2006 wurde im Auftrag der LUWA Energie GmbH am östlichen Ufer ein Buchtenkraftwerk errichtet. Das Kraftwerk erzeugt mit zwei vertikalen Kaplanturbinen mit direkt gekuppeltem Generator bei einer Ausbauwassermenge von 55 m³/s etwa 2,6 MW elektrische Leistung, was eine mittlere Jahresarbeit von circa 12 GWh bedeutet. Für die Geschiebeführung wurde eine Kiesfalle mit Kiesschleuse dem Einlaufbauwerk vorgeschaltet. Des Weiteren wurde zwischen Wehr und Kraftwerk ein Fischaufstieg als rampenartiger Umgehungsbach mit 500 l/s errichtet.